# Last Night on the Back Porch

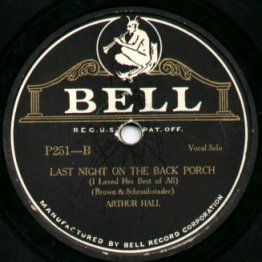
78er von Arthur Hall: Last Night on the Back Porch (Bell Records)

Last Night on the Back Porch (I Loved Her Best of All) ist ein Popsong, den Carl Schraubstader (Musik) und Lew Brown (Text) verfassten und 1923 veröffentlichten.

## Hintergrund
Der humoristische Foxtrot-Song wurde von Winnie Lightner in der Musikrevue George White's Scandals of 1923 des Theaterproduzenten George White (1891–1968) vorgestellt. Der Liedtext handelt von einem Liebhaber, der ein nächtliches Rendezvous auf einer Veranda hat (last night on the back porch I loved her best of all).

## Erste Aufnahmen und spätere Coverversionen
Erfolgreich in den amerikanischen Charts war das Orchester von Paul Whiteman (Victor 19139) und das Duo aus Ernest Hare und Billy Jones (The Happiness Boys, OKeh 4948); zu den weiteren Musikern, die den Song ab 1923 coverten, gehörten Arthur Hall (Bell P251-B), die Varsity Eight (mit Adrian Rollini, Cameo 400), die Original Memphis Five (Columbia, mit Billy Jones, Gesang), die Green Bros Novelty Band (Edison 51212), Carl Fenton's Orchestra,  das Criterion Male Quartette (Vocalion 14646) und das Shannon Four Quartet (Columbia A-3976), Stanley Grey (Columbia 3348), ferner die Pianisten Charles Rosoff (Welte Piano roll 6602) und Pete Wendling (QRS Piano Roll).
In Berlin wurde der Song von der Künstlerkapelle Arpád Városz (Homokord) sowie von Eric Borchard's Jazz Band (Grammophon) gecovert, außerdem von der auf Europatournee befindlichen Marimbakapelle Azul y blanco aus Guatemala, wovon die ‘Grammophon’ eine Aufnahme unter dem Titel „Ich bin verliebt!“ machte.
In London nahmen ihn die Savoy Havana Band (Columbia) und das New Jersey Dance Orchestra (Guardsman) auf.
Der Diskograf Tom Lord listet im Bereich des Jazz insgesamt 68 (Stand 2016) Coverversionen, u. a. von Mel Henke, Meg Myles/Jimmy Rowles, Bing Crosby, Kid Sheik Cola, Jill Corey und Louis Nelson. Der Song wurde außerdem von Johnny Restivo (RCA, 1960), Alma Cogan (1959), Teresa Brewer (1960) und der Rockband Baskerville Hounds gecovert.